# کاج یون‌نانی
کاج یون‌نانی، گونه ای از درختان مخروطی از خانواده کاجیان است.این سرده در استان‌های چین نظیر یوننان، سیچوآن، گوئیژو و گوانگشی یافت می‌شود.